# Spilosoma cajetani
Spilosoma cajetani är en fjärilsart som beskrevs av Rothschild 1910. Spilosoma cajetani ingår i släktet Spilosoma och familjen björnspinnare. Inga underarter finns listade i Catalogue of Life.